# الطواف النسائي للاتحاد الدولي لكرة المضرب – 2011 (يناير–مارس)
الطواف النسائي للاتحاد الدولي لكرة المضرب هي نسخة عام 2011 من الجولة الثانية في لعبة كرة المضرب للمحترفات. تنظمها الاتحاد الدولي لكرة المضرب وهي درجة أقل من جولة رابطة محترفات التنس. يتضمن الطواف العالمي لكرة المضرب النسائية برعاية الاتحاد الدولي لكرة المضرب بطولات بجوائز مالية تتراوح من $15،000 إلى $100،000.

## المواسم
| مواسم الطواف العالمي لكرة المضرب النسائية برعاية الاتحاد الدولي لكرة المضرب | مواسم الطواف العالمي لكرة المضرب النسائية برعاية الاتحاد الدولي لكرة المضرب | مواسم الطواف العالمي لكرة المضرب النسائية برعاية الاتحاد الدولي لكرة المضرب | مواسم الطواف العالمي لكرة المضرب النسائية برعاية الاتحاد الدولي لكرة المضرب | مواسم الطواف العالمي لكرة المضرب النسائية برعاية الاتحاد الدولي لكرة المضرب | مواسم الطواف العالمي لكرة المضرب النسائية برعاية الاتحاد الدولي لكرة المضرب | مواسم الطواف العالمي لكرة المضرب النسائية برعاية الاتحاد الدولي لكرة المضرب | مواسم الطواف العالمي لكرة المضرب النسائية برعاية الاتحاد الدولي لكرة المضرب | مواسم الطواف العالمي لكرة المضرب النسائية برعاية الاتحاد الدولي لكرة المضرب | مواسم الطواف العالمي لكرة المضرب النسائية برعاية الاتحاد الدولي لكرة المضرب |
| تسعينيات القرن العشرين                                                      | تسعينيات القرن العشرين                                                      | تسعينيات القرن العشرين                                                      | تسعينيات القرن العشرين                                                      | تسعينيات القرن العشرين                                                      | تسعينيات القرن العشرين                                                      | تسعينيات القرن العشرين                                                      | تسعينيات القرن العشرين                                                      | تسعينيات القرن العشرين                                                      | تسعينيات القرن العشرين                                                      |
| --------------------------------------------------------------------------- | --------------------------------------------------------------------------- | --------------------------------------------------------------------------- | --------------------------------------------------------------------------- | --------------------------------------------------------------------------- | --------------------------------------------------------------------------- | --------------------------------------------------------------------------- | --------------------------------------------------------------------------- | --------------------------------------------------------------------------- | --------------------------------------------------------------------------- |
| 1994                                                                        | 1995                                                                        | 1995                                                                        | 1996                                                                        | 1997                                                                        | 1998                                                                        | 1999                                                                        |                                                                             |                                                                             |                                                                             |
| العقد الأول من القرن 21                                                     |                                                                             |                                                                             |                                                                             |                                                                             |                                                                             |                                                                             |                                                                             |                                                                             |                                                                             |
| 2000                                                                        | 2001                                                                        | 2002                                                                        | 2003                                                                        | 2004                                                                        | 2005                                                                        | 2006                                                                        | 2007                                                                        | 2008 الربع الأول · الربع الثاني · الربع الثالث                              | 2009                                                                        |
| العقد الثاني من القرن 21                                                    |                                                                             |                                                                             |                                                                             |                                                                             |                                                                             |                                                                             |                                                                             |                                                                             |                                                                             |
| 2010 الربع الأول · الربع الثاني · الربع الثالث · الربع الرابع               | 2011 الربع الأول · الربع الثاني · الربع الثالث · الربع الرابع               | 2012 الربع الأول · الربع الثاني · الربع الثالث · الربع الرابع               | 2013 الربع الأول · الربع الثاني · الربع الثالث · الربع الرابع               | 2014 الربع الأول · الربع الثاني · الربع الثالث · الربع الرابع               | 2015 الربع الأول · الربع الثاني · الربع الثالث · الربع الرابع               | 2016 الربع الأول · الربع الثاني · الربع الثالث · الربع الرابع               | 2017 الربع الأول · الربع الثاني · الربع الثالث · الربع الرابع               | 2018 الربع الأول · الربع الثاني · الربع الثالث · الربع الرابع               | 2019 الربع الأول · الربع الثاني · الربع الثالث · الربع الرابع               |
| العقد الثالث من القرن 21                                                    |                                                                             |                                                                             |                                                                             |                                                                             |                                                                             |                                                                             |                                                                             |                                                                             |                                                                             |
| 2020 الربع الأول · الربع الثاني · الربع الثالث · الربع الرابع               | 2021 الربع الأول · الربع الثاني · الربع الثالث · الربع الرابع               | 2022 الربع الأول · الربع الثاني · الربع الثالث · الربع الرابع               | 2023 الربع الأول · الربع الثاني · الربع الثالث · الربع الرابع               | 2024 الربع الأول · الربع الثاني · الربع الثالث · الربع الرابع               | 2025 الربع الأول · الربع الثاني · الربع الثالث · الربع الرابع               |                                                                             |                                                                             |                                                                             |                                                                             |

## المفتاح
| الفئات      | القيمة المالية |
| بطولات W100 | $100,000       |
| بطولات W75  | $75,000        |
| بطولات W50  | $50,000        |
| بطولات W25  | $25,000        |
| بطولات W10  | $10,000        |

## يناير
| الأسبوع  | البطولة | الفائزات                                               | الوصيفات                            | المتأهلات لنصف النهائي              | المتأهلات لربع النهائي                                                          |
| -------- | --- | ------------------------------------------------------ | ----------------------------------- | ----------------------------------- | ------------------------------------------------------------------------------- |
| 3 يناير  | 2011 بلووسم كاب تشوانتشو، الصين ملعب صلب $50،000 جدول المباريات الفردية – جدول المباريات الزوجية                   | لو جينغجينغ 3–6، 7–6(7–2)، 6–3                         | ستيفاني فورتز جاكون                 | سان شنجنان تشان تشين وي             | تتيانا لوزانسكا تشياكي أوكاداي دوروتيجا إريتش جولي كوين                         |
| 3 يناير  | 2011 بلووسم كاب تشوانتشو، الصين ملعب صلب $50،000 جدول المباريات الفردية – جدول المباريات الزوجية                   | ليو زانتيج سان شنجنان 6–3، 6–2                         | يوليا بايجلزيمر أوكسانا كالاشنيكوفا | سان شنجنان تشان تشين وي             | تتيانا لوزانسكا تشياكي أوكاداي دوروتيجا إريتش جولي كوين                         |
| 3 يناير  | سانت مارتين ملعب صلب $10،000 جدول المباريات الفردية – جدول المباريات الزوجية                                       | سيلين كاتانيو 6–7(7–9)، 6–4، 7–6(8–6)                  | لارا ميشيل                          | غيل برودسكي أماندا مكدول            | إيرينا رامياليسون لورنس كومبز كريستين كاندلر سامانثا باورز                      |
| 3 يناير  | سانت مارتين ملعب صلب $10،000 جدول المباريات الفردية – جدول المباريات الزوجية                                       | إليزابيث لومبكين نينا مونش-سوجارد 3–6، 6–4، [10–3]     | سيلين كاتانيو لارا ميشيل            | غيل برودسكي أماندا مكدول            | إيرينا رامياليسون لورنس كومبز كريستين كاندلر سامانثا باورز                      |
| 10 يناير | بينغوو، الصين ملعب صلب $25،000 جدول المباريات الفردية – جدول المباريات الزوجية                                     | لو جينغجينغ 6–4، 7–5                                   | تتيانا لوزانسكا                     | ليو تشانغ لو جياجينغ                | ليانغ تشن تشينغ سيساي سان شنجنان تارا مور                                       |
| 10 يناير | بينغوو، الصين ملعب صلب $25،000 جدول المباريات الفردية – جدول المباريات الزوجية                                     | شاكو أوياما ريكا فوجيوارا 6–4، 6–3                     | ليو زانتيج سان شنجنان               | ليو تشانغ لو جياجينغ                | ليانغ تشن تشينغ سيساي سان شنجنان تارا مور                                       |
| 10 يناير | بطولة بلانتيشن بلانتيشن، الولايات المتحدة ملعب ترابي $25،000 جدول المباريات الفردية – جدول المباريات الزوجية       | شارون فيشمان 6–3، 7–6(7–2)                             | ألكساندرا كادانتو                   | لينكا وينروفا كاميلا جيورجي         | جوليا بوسوروب شيلبي روجرز ميلاني كلافنير فاليريا سولوفيفا                       |
| 10 يناير | بطولة بلانتيشن بلانتيشن، الولايات المتحدة ملعب ترابي $25،000 جدول المباريات الفردية – جدول المباريات الزوجية       | أشا رول ماشونا واشنتون 6–4، 6–2                        | كريستينا فوسانو ياسمين شناك         | لينكا وينروفا كاميلا جيورجي         | جوليا بوسوروب شيلبي روجرز ميلاني كلافنير فاليريا سولوفيفا                       |
| 10 يناير | غوسييه، غوادلوب ملعب صلب $10،000 جدول المباريات الفردية – جدول المباريات الزوجية                                   | غيل برودسكي 6–3، 2–6، 6–2                              | ساتشيا فيكري                        | أماندا مكدويل ماريون غود            | سورينا دي بير كلوتيلد دي برناردي فيرجيني آياسامي سيلين كاتانيو                  |
| 10 يناير | غوسييه، غوادلوب ملعب صلب $10،000 جدول المباريات الفردية – جدول المباريات الزوجية                                   | أماندا مكدويل نينا مونش-سوجارد 6–0، 7–5                | أماندين كازو إيرينا رامياليسون      | أماندا مكدويل ماريون غود            | سورينا دي بير كلوتيلد دي برناردي فيرجيني آياسامي سيلين كاتانيو                  |
| 10 يناير | غلاسكو، المملكة المتحدة ملعب صلب $10،000 جدول المباريات الفردية – جدول المباريات الزوجية                           | جاسمينا تينجيتش 6–2، 6–2                               | نايومي برودي                        | آنا فيتزباتريك ليزا ويبورن          | داينيكا بورثويك تيودورا ميرسك ألريكك إيكري كيم جراجديك                          |
| 10 يناير | غلاسكو، المملكة المتحدة ملعب صلب $10،000 جدول المباريات الفردية – جدول المباريات الزوجية                           | ألريكك إيكري إيزابيلا شنيكوفا 6–4، 6–4                 | تيودورا ميرسك جاسمينا تينجيتش       | آنا فيتزباتريك ليزا ويبورن          | داينيكا بورثويك تيودورا ميرسك ألريكك إيكري كيم جراجديك                          |
| 17 يناير | مظفرنكر، الهند عشب $25،000 جدول المباريات الفردية – جدول المباريات الزوجية                                         | تادجا ماجريتش 6–2، 5–7، 6–2                            | تشينغ سيساي                         | كسينيا ألكان دوروتيجا إريك          | ميكي ميامرا إميلي ويبلي سميث دليلا ياكوبوفيتش ساكيكو شيميزو                     |
| 17 يناير | مظفرنكر، الهند عشب $25،000 جدول المباريات الفردية – جدول المباريات الزوجية                                         | روشمي تشاكرافارتي بوجاشري فنكاتشا 3–6، 6–4، [14–12]    | ميكي ميامرا ماري تاناكا             | كسينيا ألكان دوروتيجا إريك          | ميكي ميامرا إميلي ويبلي سميث دليلا ياكوبوفيتش ساكيكو شيميزو                     |
| 17 يناير | لوتز (فلوريدا)، الولايات المتحدة ملعب ترابي $25،000 جدول المباريات الفردية – جدول المباريات الزوجية                | لورا سيجموند 6–7(4–7)، 6–1، 6–2                        | جيسيكا بيجلا                        | كاميلا جيورجي فاليريا سولوفيفا      | جنيفر إيلي يلينا باندزيك أشا رول شارون فيشمان                                   |
| 17 يناير | لوتز (فلوريدا)، الولايات المتحدة ملعب ترابي $25،000 جدول المباريات الفردية – جدول المباريات الزوجية                | أشا رول ماشونا واشنتون 6–4، 6–4                        | غابرييلا دابروفسكي شارون فيشمان     | كاميلا جيورجي فاليريا سولوفيفا      | جنيفر إيلي يلينا باندزيك أشا رول شارون فيشمان                                   |
| 17 يناير | أندريزيو-بوتون، فرنسا ملعب صلب 25٬000 دولار جدول المباريات الفردية – جدول المباريات الزوجية                        | منى بارثل 6–3، 3–6، 6–4                                | ستيفاني فوجت                        | نيكولا هوفمانوفا آنيكا بيك          | فاليريا سافينيخ كلير فويرشتاين مارجاليتا تشاخناشفيلي إيفانا ليسجاك              |
| 17 يناير | أندريزيو-بوتون، فرنسا ملعب صلب 25٬000 دولار جدول المباريات الفردية – جدول المباريات الزوجية                        | داريا جوراك فاليريا سافينيخ 6–3، 7–6(7–0)              | كيكي بيرتينس ريتشل هوجينكامب        | نيكولا هوفمانوفا آنيكا بيك          | فاليريا سافينيخ كلير فويرشتاين مارجاليتا تشاخناشفيلي إيفانا ليسجاك              |
| 17 يناير | تالين، إستونيا ملعب صلب 10٬000 دولار جدول المباريات الفردية – جدول المباريات الزوجية                               | ميكايلا أونتشوفا 6–0، 6–4                              | كاثارينا نجرين                      | زوزانا لوكناروفا بولينا فينوجرادوفا | إيما فلوود ديانا مارسنكفيتشا أنيت كونتافيت يانا بوتشينا                         |
| 17 يناير | تالين، إستونيا ملعب صلب 10٬000 دولار جدول المباريات الفردية – جدول المباريات الزوجية                               | فيرونيكا دوماغالا ناتاليا كولات 6–1، 6–0               | يانينا دارشينا بولينا روديونوفا     | زوزانا لوكناروفا بولينا فينوجرادوفا | إيما فلوود ديانا مارسنكفيتشا أنيت كونتافيت يانا بوتشينا                         |
| 17 يناير | شتوتغارت، ألمانيا ملعب صلب $10،000 جدول المباريات الفردية – جدول المباريات الزوجية                                 | يانا كابلوفا 6–4، 6–4                                  | نينا تساندر                         | ميكايلا بوشابوفا كورينا بيركوفيتش   | تيريزا هلاديكوفا تانجا أوسترتاج فيكتوريا غولوبيتش ياسمين كلينج                  |
| 17 يناير | شتوتغارت، ألمانيا ملعب صلب $10،000 جدول المباريات الفردية – جدول المباريات الزوجية                                 | دانييل هارمسن مارينا ميلنيكوفا 3–6، 6–4، [14–12]       | يانا كابلوفا ميكايلا بوشابوفا       | ميكايلا بوشابوفا كورينا بيركوفيتش   | تيريزا هلاديكوفا تانجا أوسترتاج فيكتوريا غولوبيتش ياسمين كلينج                  |
| 17 يناير | ريكسهام، المملكة المتحدة ملعب صلب $10،000 جدول المباريات الفردية – جدول المباريات الزوجية                          | آنا فيتزباتريك 6–7(3–7)، 6–3، 7–5                      | جيد ويندلي                          | إيليكسين ليشيميا ليزا ويبورن        | لوسي براون بترا كرجسوفا إيمي بوتل جوسلين ري                                     |
| 17 يناير | ريكسهام، المملكة المتحدة ملعب صلب $10،000 جدول المباريات الفردية – جدول المباريات الزوجية                          | آنا فيتزباتريك جيد ويندلي 6–1، 6–0                     | ألريكك إيكري نيكول جورج             | إيليكسين ليشيميا ليزا ويبورن        | لوسي براون بترا كرجسوفا إيمي بوتل جوسلين ري                                     |
| 24 يناير | غرونوبل، فرنسا ملعب صلب $25،000 جدول المباريات الفردية – جدول المباريات الزوجية                                    | مارتا دوماتشوسكا 6–4، 6–4                              | نايومي برودي                        | ستيفاني فوجت ستيفاني فوريتز غاكون   | إيرينا بافلوفيتش جوليا جاتو مونتيكوني إيرينا كورياونوفيتش مارجاليتا تشاخناشفيلي |
| 24 يناير | غرونوبل، فرنسا ملعب صلب $25،000 جدول المباريات الفردية – جدول المباريات الزوجية                                    | ستيفاني كوهين ألورو سليمة صفر 6–1، 6–3                 | إيرينا كورياونوفيتش أوريلي فيدي     | ستيفاني فوجت ستيفاني فوريتز غاكون   | إيرينا بافلوفيتش جوليا جاتو مونتيكوني إيرينا كورياونوفيتش مارجاليتا تشاخناشفيلي |
| 24 يناير | تالين، إستونيا ملعب صلب $10،000 جدول المباريات الفردية – جدول المباريات الزوجية                                    | أنيت كونتافيت 6–4، 4–6، 6–2                            | زوزانا لوكناروفا                    | مارجيت رتل يانينا داريشينا          | داريا ميرونوفا بولينا فينوغرادوفا ناتاليا كولات بولينا روديونوفا                |
| 24 يناير | تالين، إستونيا ملعب صلب $10،000 جدول المباريات الفردية – جدول المباريات الزوجية                                    | تمارا تشروفيتش يفجينيا كيرفوروشكو 7–6(10–8)، 6–1       | ماريت أني أنيت كونتافيت             | مارجيت رتل يانينا داريشينا          | داريا ميرونوفا بولينا فينوغرادوفا ناتاليا كولات بولينا روديونوفا                |
| 24 يناير | كلكتا، الهند ملعب ترابي $10،000 جدول المباريات الفردية – جدول المباريات الزوجية                                    | ماري تاناكا 6–4، 6–3                                   | دليلا ياكوبوفيتش                    | لي هوا-تشن بوجاشري فنكاتشا          | إنجا بريسلان شرمادا بالو شيثال جوثام يومي ميازاكي                               |
| 24 يناير | كلكتا، الهند ملعب ترابي $10،000 جدول المباريات الفردية – جدول المباريات الزوجية                                    | نيكول كليريكو دليلا ياكوبوفيتش 6–3، 6–1                | أنكيتا راينا بوجاشري فنكاتشا        | لي هوا-تشن بوجاشري فنكاتشا          | إنجا بريسلان شرمادا بالو شيثال جوثام يومي ميازاكي                               |
| 24 يناير | كارست (مدينة)، ألمانيا سجاد $10،000 جدول المباريات الفردية – جدول المباريات الزوجية                                | سارة جرونرت 6–7(4–7)، 7–6(7–5)، 6–3                    | آنا زيا                             | تيريزا هلاديكوفا كورينا بيركوفيتش   | تيريزا مارتينكوفا جوليا كيميلمان بولا كانيا أمرا ساديكوفيتش                     |
| 24 يناير | كارست (مدينة)، ألمانيا سجاد $10،000 جدول المباريات الفردية – جدول المباريات الزوجية                                | نيكولا فرانكوفا تيريزا هلاديكوفا 3–6، 7–6(7–1)، [10–8] | بولا كانيا مارينا ميلنيكوفا         | تيريزا هلاديكوفا كورينا بيركوفيتش   | تيريزا مارتينكوفا جوليا كيميلمان بولا كانيا أمرا ساديكوفيتش                     |
| 24 يناير | بوكارامانغا، كولومبيا ملعب ترابي $10،000 جدول المباريات الفردية – جدول المباريات الزوجية                           | ألكساندرينا نايدينوفا 6–1، 6–2                         | يوليانا ليزارازو                    | كاتالينا كاستانيو زوزانا زلوخوفا    | إنغريد فارغاس كالفو ناثاليا روسي فيفيان سغنيني ليبي موما                        |
| 24 يناير | بوكارامانغا، كولومبيا ملعب ترابي $10،000 جدول المباريات الفردية – جدول المباريات الزوجية                           | كاتالينا كاستانيو فيكي نونيز فوينتيس 7–6(7–3)، 6–1     | ناثاليا روسي زوزانا زلوتشوفا        | كاتالينا كاستانيو زوزانا زلوخوفا    | إنغريد فارغاس كالفو ناثاليا روسي فيفيان سغنيني ليبي موما                        |
| 31 يناير | الرباط، المغرب ملعب ترابي $25،000 جدول المباريات الفردية – جدول المباريات الزوجية                                  | نينا براتشيكوفا 3–6، 6–4، 6–1                          | ماريا جواو كوهلر                    | لارا أروابارينا كارين كناب          | أنستازيا موخاميتوفا آنا فلوريس لورا ثورب مارينا شامايكو                         |
| 31 يناير | الرباط، المغرب ملعب ترابي $25،000 جدول المباريات الفردية – جدول المباريات الزوجية                                  | إيفا هردينوفا كارين كناب 6–4، 6–1                      | إيفيتا غيرلوفا لوسي كريغسمانوفا     | لارا أروابارينا كارين كناب          | أنستازيا موخاميتوفا آنا فلوريس لورا ثورب مارينا شامايكو                         |
| 31 يناير | 2011 ماكدونالدز بيرني الدولية بيرني، أستراليا ملعب صلب $25،000 فردي – زوجي                                         | أوجيني بوشار 6–4، 6–3                                  | تشينغ سيساي                         | ناستجا كولار كارولينا ولوداركزاك    | داريا غافرلوفا أوليفيا روجوفسكا إميلي ويبلي سميث يوليا بوتنتسيفا                |
| 31 يناير | 2011 ماكدونالدز بيرني الدولية بيرني، أستراليا ملعب صلب $25،000 فردي – زوجي                                         | ناتسومي هامامورا إريكا تاكاو 6–2، 3–6، [10–7]          | سالي بيرز أوليفيا روجوفسكا          | ناستجا كولار كارولينا ولوداركزاك    | داريا غافرلوفا أوليفيا روجوفسكا إميلي ويبلي سميث يوليا بوتنتسيفا                |
| 31 يناير | رانشو سانتا في، كاليفورنيا، الولايات المتحدة ملعب صلب 25٬000 دولار جدول المباريات الفردية – جدول المباريات الزوجية | ميشيل لارشر دي بريتو 3–6، 6–4، 6–1                     | ماديسون برينجل                      | كريستا ملعب صلبيبك لينكا وينروفا    | جوليا كوهين تتيانا لوزانسكا أليكسا جلاتش نيكول غيبس                             |
| 31 يناير | رانشو سانتا في، كاليفورنيا، الولايات المتحدة ملعب صلب 25٬000 دولار جدول المباريات الفردية – جدول المباريات الزوجية | جولي ديتي ميرفانا يوجيتش سالكيتش 6–0، 6–2              | شاكو أوياما ري مي تيزوكا            | كريستا ملعب صلبيبك لينكا وينروفا    | جوليا كوهين تتيانا لوزانسكا أليكسا جلاتش نيكول غيبس                             |
| 31 يناير | مايوركا، إسبانيا ملعب ترابي 10٬000 دولار جدول المباريات الفردية – جدول المباريات الزوجية                           | إيكاترين جورجودزي 6–4، 6–2                             | صوفيا كوفالتس                       | كلوديا جيوفين فيكتوريا كامنسكايا    | اليخاندرا سالا خوستي صوفيا كفاتسابايا مارتينا جليداتشيفا اغنيسي زوكيني          |
| 31 يناير | مايوركا، إسبانيا ملعب ترابي 10٬000 دولار جدول المباريات الفردية – جدول المباريات الزوجية                           | ييرا كامبوس مولينا اليخاندرا سالا خوستي 7–6(7–5)، 6–4  | يانا ياندوفا فيفيين يوهاسوفا        | كلوديا جيوفين فيكتوريا كامنسكايا    | اليخاندرا سالا خوستي صوفيا كفاتسابايا مارتينا جليداتشيفا اغنيسي زوكيني          |
| 31 يناير | قلمرية، البرتغال ملعب صلب $10،000 جدول المباريات الفردية – جدول المباريات الزوجية                                  | روسيو دي لا توري سانشيز 7–5، 4–0 انسحاب.               | كيم جراجديك                         | مورجان بونس ياسمين شتاينهير         | مارتينا كاتشيتي أليس سافورتي إيمي بوتل فيرونيكا ساوسيدو                         |
| 31 يناير | قلمرية، البرتغال ملعب صلب $10،000 جدول المباريات الفردية – جدول المباريات الزوجية                                  | كيم جراجديك باربرا سوباسكيفيتش 7–6(7–1)، 6–3           | ألريكك إيكري أريبيلا فرناندز رابنر  | مورجان بونس ياسمين شتاينهير         | مارتينا كاتشيتي أليس سافورتي إيمي بوتل فيرونيكا ساوسيدو                         |
| 31 يناير | ساتون، المملكة المتحدة ملعب صلب $25،000 جدول المباريات الفردية – جدول المباريات الزوجية                            | كريستينا ملادينوفيتش 6–3، 1–6، 6–2                     | منى بارثل                           | مارتا دوماتشوسكا إيرينا بافلوفيتش   | إيرينا كوريانوفيتش إليز تامالا كاتارزينا بيتر نايومي برودي                      |
| 31 يناير | ساتون، المملكة المتحدة ملعب صلب $25،000 جدول المباريات الفردية – جدول المباريات الزوجية                            | إيما لين ميلاني ساوث 6–3، 5–7، [10–8]                  | مارتا دوماتشوسكا داريا جورا         | مارتا دوماتشوسكا إيرينا بافلوفيتش   | إيرينا كوريانوفيتش إليز تامالا كاتارزينا بيتر نايومي برودي                      |

## فبراير
| الأسبوع   | البطولة | الفائزات                                                  | الوصيفات                               | المتأهلات لنصف النهائي                | المتأهلات لربع النهائي                                                     |
| --------- | --- | --------------------------------------------------------- | -------------------------------------- | ------------------------------------- | -------------------------------------------------------------------------- |
| 7 فبراير  | 2011 كوبا بيوناير كالي (مدينة)، كولومبيا ملعب ترابي $100،000 فردي – زوجي                                     | ايرينا كاميليا باغو 6–3، 7–6(7–1)                         | لورا بوس تيو                           | كاثرين وورلي ألكسندرا بانوفا          | إيفا بيرنروفا باتريسيا ماير أخلايتنر ماتيلد يوهانسون ايكاترينا ايفانوفا    |
| 7 فبراير  | 2011 كوبا بيوناير كالي (مدينة)، كولومبيا ملعب ترابي $100،000 فردي – زوجي                                     | ايرينا كاميليا باغو إيلينا بوغدان 2–6، 7–6(8–6)، [11–9]   | ايكاترينا ايفانوفا كاثرين وورلي        | كاثرين وورلي ألكسندرا بانوفا          | إيفا بيرنروفا باتريسيا ماير أخلايتنر ماتيلد يوهانسون ايكاترينا ايفانوفا    |
| 7 فبراير  | 2011 داو كورنينغ تنس كلاسيك ميدلاند، الولايات المتحدة ملعب صلب $100،000 فردي – زوجي                          | لوسي هراديكا 6–4، 6–4                                     | إيرينا فالكوني                         | كسينيا بيرفاك ريبيكا مارينو           | سابين ليزيكي أشا رول ماديسون برينجل ألكسندرا ستيفنسون                      |
| 7 فبراير  | 2011 داو كورنينغ تنس كلاسيك ميدلاند، الولايات المتحدة ملعب صلب $100،000 فردي – زوجي                          | جيمي هامبتون آنا تاتيشفيلي w/o                            | إيرينا فالكوني أليسون ريسك             | كسينيا بيرفاك ريبيكا مارينو           | سابين ليزيكي أشا رول ماديسون برينجل ألكسندرا ستيفنسون                      |
| 7 فبراير  | رانتشو ميراج (كاليفورنيا)، الولايات المتحدة ملعب صلب $25،000 جدول المباريات الفردية – جدول المباريات الزوجية | أشلي وينهولد 6–3، 3–6، 7–5                                | كريستينا بليسكوفا                      | كارولينا بلسكوفا لورين ألبانيز        | شانيل سيموندز تتيانا لوزانسكا لينكا وينروفا شاكو أوياما                    |
| 7 فبراير  | رانتشو ميراج (كاليفورنيا)، الولايات المتحدة ملعب صلب $25،000 جدول المباريات الفردية – جدول المباريات الزوجية | كارولينا بلسكوفا كريستينا بليسكوفا 6–7(6–8)، 6–1، [10–5]  | ناديدا جوسكوفا ساندرا زانيوسكا         | كارولينا بلسكوفا لورين ألبانيز        | شانيل سيموندز تتيانا لوزانسكا لينكا وينروفا شاكو أوياما                    |
| 7 فبراير  | أنطاليا، تركيا ملعب ترابي $10،000 جدول المباريات الفردية – جدول المباريات الزوجية                            | كارولينا بيلوت 7–5، 6–0                                   | بياتريس سيديرمارك                      | نادية لالامي ميليس سيزر               | إنجا بريسلان آنا أرينا مارينكو فاطمة العلمي مارينا شامايكو                 |
| 7 فبراير  | أنطاليا، تركيا ملعب ترابي $10،000 جدول المباريات الفردية – جدول المباريات الزوجية                            | مارجريتا لازاريفا يكاتيرينا ياشينا 6–4، 6–4               | سلطان غونين آنا كارافايفا              | نادية لالامي ميليس سيزر               | إنجا بريسلان آنا أرينا مارينكو فاطمة العلمي مارينا شامايكو                 |
| 7 فبراير  | مايوركا، إسبانيا ملعب ترابي $10،000 جدول المباريات الفردية – جدول المباريات الزوجية                          | لارا أروابارينا 6–1، 6–2                                  | كوني بيرين                             | صوفيا كوفالتس إيكاترين جورجودزي       | ريكا-لوكا ياني دانييل هارمسن باولا سيجوي أندريا غاميز                      |
| 7 فبراير  | مايوركا، إسبانيا ملعب ترابي $10،000 جدول المباريات الفردية – جدول المباريات الزوجية                          | دانييل هارمسن سكارليت ويرنر 6–4، 6–3                      | ريكا-لوكا ياني كوني بيرين              | صوفيا كوفالتس إيكاترين جورجودزي       | ريكا-لوكا ياني دانييل هارمسن باولا سيجوي أندريا غاميز                      |
| 7 فبراير  | ستوكهولم، السويد ملعب صلب $25،000 جدول المباريات الفردية – جدول المباريات الزوجية                            | كريستينا ملادينوفيتش 6–3، 6–4                             | أرانتشا روس                            | آنيكا بيك ميكايلا أونتشوفا            | آن كريمر كاتارزينا بيتر نايومي برودي يوليا بيجلزيمر                        |
| 7 فبراير  | ستوكهولم، السويد ملعب صلب $25،000 جدول المباريات الفردية – جدول المباريات الزوجية                            | أرانتشا روس أناستاسيا ياكيموفا 6–3، 2–6، [10–8]           | كلير فويرشتاين كسينيا ليكينا           | آنيكا بيك ميكايلا أونتشوفا            | آن كريمر كاتارزينا بيتر نايومي برودي يوليا بيجلزيمر                        |
| 7 فبراير  | فالي دو لوبو، البرتغال ملعب صلب $10،000 جدول المباريات الفردية – جدول المباريات الزوجية                      | أليسون فان يوتفانخ 6–4، 4–6، 6–2                          | إليتسا كوستوفا                         | أماندين هيس جوستينا ججيولكا           | جوسلين ري ناتاليا أورلوفا لوسيا سيرفيرا فازكيز ألريكك إيكري                |
| 7 فبراير  | فالي دو لوبو، البرتغال ملعب صلب $10،000 جدول المباريات الفردية – جدول المباريات الزوجية                      | روثيو دي لا توري سانشيز أولغا سايز لارا w/o               | ألريكك إيكري آنا فيتزباتريك            | أماندين هيس جوستينا ججيولكا           | جوسلين ري ناتاليا أورلوفا لوسيا سيرفيرا فازكيز ألريكك إيكري                |
| 7 فبراير  | بوينس آيرس، الأرجنتين ملعب ترابي $10،000 جدول المباريات الفردية – جدول المباريات الزوجية                     | كاتالينا بيلا 6–4، 2–6، 6–3                               | ميلين أرويو                            | أندريا كوخ بنفنوتو فيرونيكا سبيد رويج | إيفون نويورث فلورينسيا دي بياسي دينيز خزانيك أندريا بينيتيز                |
| 7 فبراير  | بوينس آيرس، الأرجنتين ملعب ترابي $10،000 جدول المباريات الفردية – جدول المباريات الزوجية                     | فيرونيكا سبيد رويج لوتشيانا سارمينتي 6–0، 6–3             | فرناندا بريتو كاتالينا بيلا            | أندريا كوخ بنفنوتو فيرونيكا سبيد رويج | إيفون نويورث فلورينسيا دي بياسي دينيز خزانيك أندريا بينيتيز                |
| 14 فبراير | سوربرايز، الولايات المتحدة ملعب صلب $25،000 جدول المباريات الفردية – جدول المباريات الزوجية                  | مونيكا بويغ 6–4، 6–0                                      | لينكا وينروفا                          | شانيل سيموندز كيارا شول               | ميكايلا بوشابوفا تتيانا لوزانسكا ناديجدا غوسكوفا أولغا بوتشكوفا            |
| 14 فبراير | سوربرايز، الولايات المتحدة ملعب صلب $25،000 جدول المباريات الفردية – جدول المباريات الزوجية                  | شاكو أوياما ريمي تيزوكا 6–3، 6–1                          | ميرفانا يوجيتش سالكيتش تتيانا لوزانسكا | شانيل سيموندز كيارا شول               | ميكايلا بوشابوفا تتيانا لوزانسكا ناديجدا غوسكوفا أولغا بوتشكوفا            |
| 14 فبراير | مايوركا، إسبانيا ملعب ترابي $25،000 جدول المباريات الفردية – جدول المباريات الزوجية                          | ايرينا كوريا نوفيتش 6–2، 6–3                              | صوفيا كوفاليتس                         | آنا فلوريس ماريا جواو كوهلر           | إليتسا كوستوفا إستريلا كابيزا كانديلا كريستينا دينو لينكا جريكوفا          |
| 14 فبراير | مايوركا، إسبانيا ملعب ترابي $25،000 جدول المباريات الفردية – جدول المباريات الزوجية                          | إيرينا بورياتشوك إيرينا كوريا نوفيتش 7–5، 6–2             | إيفيتا جيرلوفا لوسي كريجسمانوفا        | آنا فلوريس ماريا جواو كوهلر           | إليتسا كوستوفا إستريلا كابيزا كانديلا كريستينا دينو لينكا جريكوفا          |
| 14 فبراير | أنطاليا، تركيا ملعب ترابي 10،000$ جدول المباريات الفردية – جدول المباريات الزوجية                            | كريستينا شاكوفيتس 6–4، 6–1                                | تيودورا ميرسك                          | أمينات كوشكوفا كارول تشاو             | كارولينا بيلوت إيميلي باكي بياتريس سيديرمارك مارينا شامايكو                |
| 14 فبراير | أنطاليا، تركيا ملعب ترابي 10،000$ جدول المباريات الفردية – جدول المباريات الزوجية                            | إيرينا جليماكوفا بولينا مونوفا 6–3، 6–3                   | باتريشيا تشيريا فالنتينا سولبيزيو      | أمينات كوشكوفا كارول تشاو             | كارولينا بيلوت إيميلي باكي بياتريس سيديرمارك مارينا شامايكو                |
| 14 فبراير | لايمن، ألمانيا ملعب صلب 10،000$ جدول المباريات الفردية – جدول المباريات الزوجية                              | جويا باربييري 6–4، 6–2                                    | كورينا بيركوفيتش                       | دوروتيجا إريتش ألبينا خابيبولينا      | سارة جرونرت ميرتل جورج ديانا مارسنكفيتشا كاثارينا لينرت                    |
| 14 فبراير | لايمن، ألمانيا ملعب صلب 10،000$ جدول المباريات الفردية – جدول المباريات الزوجية                              | مارتينا بوريتسكا بترا كرجسوفا 2–6، 7–6(7–5)، [10–4]       | كيم كيلسدونك نيكوليت فان أويتيرت       | دوروتيجا إريتش ألبينا خابيبولينا      | سارة جرونرت ميرتل جورج ديانا مارسنكفيتشا كاثارينا لينرت                    |
| 14 فبراير | ألبوفيرا، البرتغال ملعب صلب $10،000 جدول المباريات الفردية – جدول المباريات الزوجية                          | ليسلي كيرخوف 3–6، 7–5، 6–2                                | أمرا ساديكوفيتش                        | أليس بالدوتشي زوزانا لوكناروفا        | أليس تيسيت لوسيا سيرفيرا فازكيز كونستانس سيبيل أني ميجاتشيكا               |
| 14 فبراير | ألبوفيرا، البرتغال ملعب صلب $10،000 جدول المباريات الفردية – جدول المباريات الزوجية                          | جميع مباريات الزوجي ألغيت بسبب المطر.                     |                                        | أليس بالدوتشي زوزانا لوكناروفا        | أليس تيسيت لوسيا سيرفيرا فازكيز كونستانس سيبيل أني ميجاتشيكا               |
| 14 فبراير | أورانجاباد، الهند ملعب ترابي $10،000 جدول المباريات الفردية – جدول المباريات الزوجية                         | فلادا إكشيبروفا 6–1، 6–4                                  | فاراتشايا وونجتينتشاي                  | شارمادا بالو نيكول كليريكو            | هان سونغ هي كاناي هيسامي آي ياماموتو إنجا بريسلان                          |
| 14 فبراير | أورانجاباد، الهند ملعب ترابي $10،000 جدول المباريات الفردية – جدول المباريات الزوجية                         | فاراتشايا وونجتينتشاي فرنيا وونجتينتشاي 4–6، 6–2، [10–6]  | نيكول كليريكو ماريا ماسيني             | شارمادا بالو نيكول كليريكو            | هان سونغ هي كاناي هيسامي آي ياماموتو إنجا بريسلان                          |
| 14 فبراير | بوينس آيرس، الأرجنتين ملعب ترابي $10،000 جدول المباريات الفردية – جدول المباريات الزوجية                     | فيرونيكا سبيد رويج 4–1، انسحاب.                           | ناتاليا روسي                           | ميلين أرويو فيفيان سغنيني             | سيسيليا كوستا ميلغار أندريا كوخ بنفنوتو فينيسا فورلانيتو Andrea Benítez    |
| 14 فبراير | بوينس آيرس، الأرجنتين ملعب ترابي $10،000 جدول المباريات الفردية – جدول المباريات الزوجية                     | فيرونيكا سبيد رويج لوسيانا سارمنتي 5–7، 6–3، [10–7]       | Andrea Benítez تاتيانا بوا             | ميلين أرويو فيفيان سغنيني             | سيسيليا كوستا ميلغار أندريا كوخ بنفنوتو فينيسا فورلانيتو Andrea Benítez    |
| 21 فبراير | ميلدورا، أستراليا ملعب عشبي $25،000 جدول المباريات الفردية – جدول المباريات الزوجية                          | هيش سو وي 6–1، 6–2                                        | كاتي أوبراين                           | غيل برودسكي إيزابيلا هولاند           | أشلي بارتي Shiho Akita Daniella Dominikovic ريكا فوجيوارا                  |
| 21 فبراير | ميلدورا، أستراليا ملعب عشبي $25،000 جدول المباريات الفردية – جدول المباريات الزوجية                          | كاسي ديلاكوا أوليفيا روجوفسكا 4–6، 7–6(8–6)، [10–4]       | ريكا فوجيوارا كوميكو إيجيما            | غيل برودسكي إيزابيلا هولاند           | أشلي بارتي Shiho Akita Daniella Dominikovic ريكا فوجيوارا                  |
| 21 فبراير | أنطاليا، تركيا ملعب ترابي $10،000 جدول المباريات الفردية – جدول المباريات الزوجية                            | ديا إفتيموفا 6–3، 6–4                                     | Marion Gaud                            | آنه شيفر Nadya Kolb                   | ليانغ تشن آنا أرينا مارينكو Gracia Radovanovic Zuzana Zlochová             |
| 21 فبراير | أنطاليا، تركيا ملعب ترابي $10،000 جدول المباريات الفردية – جدول المباريات الزوجية                            | ليانغ تشن Tian Ran 6–7(2–7)، 7–5، [11–9]                  | أولغا بانوفا مارينا شامايكو            | آنه شيفر Nadya Kolb                   | ليانغ تشن آنا أرينا مارينكو Gracia Radovanovic Zuzana Zlochová             |
| 21 فبراير | تسل-أم-هارمرزباخ، ألمانيا Carpet $10،000 جدول المباريات الفردية – جدول المباريات الزوجية                     | نينا تساندر 6–7(3–7)، 7–5، 6–1                            | إيفا هردينوفا                          | مارينا ميلنيكوفا سارة جرونيرت         | داريا جوراك جوليا كيميلمان جويا باربييري بولينا بيخوفا                     |
| 21 فبراير | تسل-أم-هارمرزباخ، ألمانيا Carpet $10،000 جدول المباريات الفردية – جدول المباريات الزوجية                     | كيم كيلسدونك نيكوليت فان أويترت 7–5، 6–4                  | ليدزيا ماروزافا سفيتلانا بيرازينكا     | مارينا ميلنيكوفا سارة جرونيرت         | داريا جوراك جوليا كيميلمان جويا باربييري بولينا بيخوفا                     |
| 21 فبراير | برتماو، البرتغال ملعب صلب $10،000 جدول المباريات الفردية – جدول المباريات الزوجية                            | أني ميجاتشيكا 6–4، 6–4                                    | جوستين أوزجا                           | إليتسا كوستوفا جوستينا ججيولكا        | ساتشيا فيكري أرابيلا فرنانديز رابنر كونستانس سيبيل روسيو دي لا توري سانشيز |
| 21 فبراير | برتماو، البرتغال ملعب صلب $10،000 جدول المباريات الفردية – جدول المباريات الزوجية                            | أني ميجاتشيكا أمرا ساديكوفيتش 6–1، 7–6(7–4)               | كسينيا غوسبودينوفا ديانا ريكوفيتش      | إليتسا كوستوفا جوستينا ججيولكا        | ساتشيا فيكري أرابيلا فرنانديز رابنر كونستانس سيبيل روسيو دي لا توري سانشيز |
| 21 فبراير | مومباي، الهند ملعب صلب $10،000 جدول المباريات الفردية – جدول المباريات الزوجية                               | فاراتشايا وونجتينتشاي 2–6، 6–4، 6–1                       | فلادا إكشيباروفا                       | ستيفاني تان نيشا ليرتبيتاكسينتشاي     | هان نا لاي نيكول كليريكو ليو شاو زو لوكسيكا كومخوم                         |
| 21 فبراير | مومباي، الهند ملعب صلب $10،000 جدول المباريات الفردية – جدول المباريات الزوجية                               | كاناي هيسامي لي تينغ 6–1، 7–5                             | هان سونغ هي فاراتشايا وونجتينتشاي      | ستيفاني تان نيشا ليرتبيتاكسينتشاي     | هان نا لاي نيكول كليريكو ليو شاو زو لوكسيكا كومخوم                         |
| 28 فبراير | سيدني، أستراليا ملعب صلب $25،000 جدول المباريات الفردية – جدول المباريات الزوجية                             | يوريكا سما 6–4، 5–7، 7–6(7–2)                             | ريكا فوجيوارا                          | إميلي ويبلي سميث غيل برودسكي          | كوميكو إيجيما أشلي بارتي شانون جولدز دانييلا دومينيكوفيتش                  |
| 28 فبراير | سيدني، أستراليا ملعب صلب $25،000 جدول المباريات الفردية – جدول المباريات الزوجية                             | كاسي ديلاكوا أوليفيا روجوفسكا 3–6، 7–6(7–3)، [10–4]       | ريكا فوجيوارا كوميكو إيجيما            | إميلي ويبلي سميث غيل برودسكي          | كوميكو إيجيما أشلي بارتي شانون جولدز دانييلا دومينيكوفيتش                  |
| 28 فبراير | هاموند (لويزيانا)، الولايات المتحدة ملعب صلب $25،000 جدول المباريات الفردية – جدول المباريات الزوجية         | ماديسون برينجل 6–3، 6–3                                   | ستيفاني فورتز غاكون                    | فاليريا سافينيخ إيلينا بوغدان         | صوفي فيرغسون جوليا غلوشكو مارينا إراكوفيتش إيرينا فالكوني                  |
| 28 فبراير | هاموند (لويزيانا)، الولايات المتحدة ملعب صلب $25،000 جدول المباريات الفردية – جدول المباريات الزوجية         | جولي ديتي كريستينا فوسانو 6–3، 6–3                        | ميرفانا يوجيتش سالكيتش ميلاني ساوث     | فاليريا سافينيخ إيلينا بوغدان         | صوفي فيرغسون جوليا غلوشكو مارينا إراكوفيتش إيرينا فالكوني                  |
| 28 فبراير | ليون، فرنسا ملعب صلب $10،000 جدول المباريات الفردية – جدول المباريات الزوجية                                 | آنا ريمونديينا 7–6(8–6)، 6–3                              | كلير فويرشتاين                         | يانا بوتشينا سيلفيا نجيريتش           | كيم جراجديك أناليزا بونا زينيا كنول بترا كرجسوفا                           |
| 28 فبراير | ليون، فرنسا ملعب صلب $10،000 جدول المباريات الفردية – جدول المباريات الزوجية                                 | مارينا أبراموفيتش (تنس) صوفيا كفاتسابايا 6–4، 3–6، [10–5] | مارتينا بوريشكا بترا كرجسوفا           | يانا بوتشينا سيلفيا نجيريتش           | كيم جراجديك أناليزا بونا زينيا كنول بترا كرجسوفا                           |
| 28 فبراير | أنطاليا، تركيا ملعب ترابي $10،000 جدول المباريات الفردية – جدول المباريات الزوجية                            | كريستينا دينو 6–2، 6–3                                    | ديانا بوزيان                           | ديا إفتيموفا أناستاسيا موخاميتوفا     | مارتينا جليداتشيفا آنه شيفر تيان ران أوكسانا ليوتسوفا                      |
| 28 فبراير | أنطاليا، تركيا ملعب ترابي $10،000 جدول المباريات الفردية – جدول المباريات الزوجية                            | ليانغ تشن تيان ران 4–6، 6–2، [10–6]                       | داريا يوراك كاتارزينا كاوا             | ديا إفتيموفا أناستاسيا موخاميتوفا     | مارتينا جليداتشيفا آنه شيفر تيان ران أوكسانا ليوتسوفا                      |

## مارس
| الأسبوع | البطولة                                                                                         | الفائزات                                                      | الوصيفات                                 | المتأهلات لنصف النهائي                    | المتأهلات لربع النهائي                                                     |
| ------- | ----------------------------------------------------------------------------------------------- | ------------------------------------------------------------- | ---------------------------------------- | ----------------------------------------- | -------------------------------------------------------------------------- |
| 7 مارس  | كليرواتر، الولايات المتحدة ملعب صلب $25،000 جدول المباريات الفردية – جدول المباريات الزوجية     | أجلا توملجانوفيتش 7–6(7–3)، 6–3                               | سيسيل كاراتانتشيفا                       | فاليريا سولوفيفا ميشيل لارشر دي بريتو     | إيريني جورجاتو غريس مين كارولينا بلسكوفا كريستينا بليسكوفا                 |
| 7 مارس  | كليرواتر، الولايات المتحدة ملعب صلب $25،000 جدول المباريات الفردية – جدول المباريات الزوجية     | كيمبرلي كوتس ليجا ديكميجيري 6–1، 6–4                          | هايدي الطباخ أرينا روديونوفا             | فاليريا سولوفيفا ميشيل لارشر دي بريتو     | إيريني جورجاتو غريس مين كارولينا بلسكوفا كريستينا بليسكوفا                 |
| 7 مارس  | ديجون، فرنسا ملعب صلب $10،000 جدول المباريات الفردية – جدول المباريات الزوجية                   | أليسون فان يوتفانخ 6–2، 6–3                                   | كلير فويرشتاين                           | أنجيليك فان دير ميت ميريام كازانوفا       | آنا فرلجيتش إستيل كاسينو آنا ريموندينا مارتينا بوريككا                     |
| 7 مارس  | ديجون، فرنسا ملعب صلب $10،000 جدول المباريات الفردية – جدول المباريات الزوجية                   | مارتينا بوريككا بترا كرجسوفا 6–3، 6–4                         | مارينا أبراموفيتش (تنس) صوفيا كفاتسابايا | أنجيليك فان دير ميت ميريام كازانوفا       | آنا فرلجيتش إستيل كاسينو آنا ريموندينا مارتينا بوريككا                     |
| 7 مارس  | أنطاليا، تركيا ملعب ترابي $10،000 جدول المباريات الفردية – جدول المباريات الزوجية               | بيبيان ويجيرس 6–0، 4–6، 6–3                                   | دانييل هارمسن                            | ديانا بوزيان أوكسانا ليوبتسوفا            | رالوكا إلينا بلاتون مارتينا جليداتشيفا مارتينا كوبيشيكوفا يوجينيا باشكوفا  |
| 7 مارس  | أنطاليا، تركيا ملعب ترابي $10،000 جدول المباريات الفردية – جدول المباريات الزوجية               | دانييل هارمسن بيبيان ويجيرس 6–3، 7–5                          | يوجينيا باشكوفا ماريا زاركوفا            | ديانا بوزيان أوكسانا ليوبتسوفا            | رالوكا إلينا بلاتون مارتينا جليداتشيفا مارتينا كوبيشيكوفا يوجينيا باشكوفا  |
| 7 مارس  | مدريد، إسبانيا ملعب ترابي $10،000 جدول المباريات الفردية – جدول المباريات الزوجية               | لارا أروابارينا 6–4، 6–2                                      | ليتيسيا كوستاس                           | كارولينا بيلوت نانولي بيبييا              | يونيل أندريا يوفا ديسبينا باباميتشايل أرابيلا فرنانديز رابنر إيفلين ماير   |
| 7 مارس  | مدريد، إسبانيا ملعب ترابي $10،000 جدول المباريات الفردية – جدول المباريات الزوجية               | نيكول كليريكو ليتيسيا كوستاس 6–0، 6–1                         | إيفلين ماير جوليا ماير                   | كارولينا بيلوت نانولي بيبييا              | يونيل أندريا يوفا ديسبينا باباميتشايل أرابيلا فرنانديز رابنر إيفلين ماير   |
| 7 مارس  | إيرابواتو، المكسيك ملعب صلب $25،000 جدول المباريات الفردية – جدول المباريات الزوجية             | مارينا إراكوفيتش 7–5، 6–4                                     | أندريا كليباك                            | إيفانا ليسجاك ماريا فرناندا ألفاريز تيران | فيفيان سغنيني جوليا كوهين ماريا إيروغيين كريستينا ملادينوفيتش              |
| 7 مارس  | إيرابواتو، المكسيك ملعب صلب $25،000 جدول المباريات الفردية – جدول المباريات الزوجية             | تيميا بابوش جوانا كونتا 6–3، 6–4                              | ماكال هاركينز نيكول روتمان               | إيفانا ليسجاك ماريا فرناندا ألفاريز تيران | فيفيان سغنيني جوليا كوهين ماريا إيروغيين كريستينا ملادينوفيتش              |
| 7 مارس  | كونثبثيون، تشيلي ملعب ترابي $10،000 جدول المباريات الفردية – جدول المباريات الزوجية             | ألكساندرينا نايدينوفا 1–6، 6–4، 6–4                           | أندريا بينيتيز                           | تاتيانا بوا كارولينا نواك                 | ألكساندرا هيرش إليزابيث فيريس أندريا كوخ بنفنوتو ناتاشا زوريتش             |
| 7 مارس  | كونثبثيون، تشيلي ملعب ترابي $10،000 جدول المباريات الفردية – جدول المباريات الزوجية             | ألكساندرا هيرش أماندا مكدويل 6–4، 5–7، [10–8]                 | أندريا بينيتيز باربرا روش                | تاتيانا بوا كارولينا نواك                 | ألكساندرا هيرش إليزابيث فيريس أندريا كوخ بنفنوتو ناتاشا زوريتش             |
| 14 مارس | 2011 البطولة المفتوحة للسيدات في البهاما ناساو، جزر البهاما ملعب صلب $100،000+H فردي – زوجي     | أناستاسيا ياكيموفا 6–3، 6–2                                   | أنجليك كيربر                             | ماغدالينا ريباريكوفا ريبيكا مارينو        | أرانتشا روس تيميا باشينسكي هيذر واتسون تسزفيتانا بيرونكوفا                 |
| 14 مارس | 2011 البطولة المفتوحة للسيدات في البهاما ناساو، جزر البهاما ملعب صلب $100،000+H فردي – زوجي     | ناتالي غراندين فلاديميرا أوهليروفا 6–4، 6–2                   | راكيل كوپس-جونز أبيغيل سبيرز             | ماغدالينا ريباريكوفا ريبيكا مارينو        | أرانتشا روس تيميا باشينسكي هيذر واتسون تسزفيتانا بيرونكوفا                 |
| 14 مارس | أميان، فرنسا ملعب ترابي $10،000 جدول المباريات الفردية – جدول المباريات الزوجية                 | ناتاسيا بيرنيت 2–6، 6–1، 6–4                                  | باولا كانيا                              | صوفيا كفاتسابايا آنا أرينا مارينكو        | أليس سافوريتي مارينا أبراموفيتش (تنس) إستيل كاسينو إيفيتا جيرلوفا          |
| 14 مارس | أميان، فرنسا ملعب ترابي $10،000 جدول المباريات الفردية – جدول المباريات الزوجية                 | باولا كانيا باربارا سوكاسكيفيتش 3–6، 6–4، [10–6]              | إيفيتا جيرلوفا لوسي كريغسمانوفا          | صوفيا كفاتسابايا آنا أرينا مارينكو        | أليس سافوريتي مارينا أبراموفيتش (تنس) إستيل كاسينو إيفيتا جيرلوفا          |
| 14 مارس | أنطاليا، تركيا ملعب ترابي $10،000 جدول المباريات الفردية – جدول المباريات الزوجية               | كريستينا دينو 6–3، 6–4                                        | ريكا-لوكا ياني                           | ديا إفتيموفا دانيëlle هارمسن              | مارتينا جليداتشيفا غاربيني موغوروزا آنا برازهنيكوفا ساندرا زانيوسكا        |
| 14 مارس | أنطاليا، تركيا ملعب ترابي $10،000 جدول المباريات الفردية – جدول المباريات الزوجية               | بيمرا أوزجن ساندرا زانيوسكا 2–6، 7–5، [10–7]                  | ريكا-لوكا جاني مارتينا كوبيجيكوفا        | ديا إفتيموفا دانيëlle هارمسن              | مارتينا جليداتشيفا غاربيني موغوروزا آنا برازهنيكوفا ساندرا زانيوسكا        |
| 14 مارس | مدريد، إسبانيا ملعب ترابي $10،000 جدول المباريات الفردية – جدول المباريات الزوجية               | جوليا ماير 3–6، 6–2، 6–2                                      | جوليا سوسارييلو                          | بينديتا دافاتو إينيس فيرير سواريز         | إيونيل-أندريا أيوبا أنيسي زوكيني كارولينا بيلوت فيديريكا كويرسيا           |
| 14 مارس | مدريد، إسبانيا ملعب ترابي $10،000 جدول المباريات الفردية – جدول المباريات الزوجية               | إيفلين ماير جوليا ماير 6–2، 6–2                               | لوسيا سيرفيرا فاسكيز بينديتا دافاتو      | بينديتا دافاتو إينيس فيرير سواريز         | إيونيل-أندريا أيوبا أنيسي زوكيني كارولينا بيلوت فيديريكا كويرسيا           |
| 14 مارس | فالندن، سويسرا ملعب سجاد $10،000 جدول المباريات الفردية – جدول المباريات الزوجية                | ميريام كازانوفا 6–3، 6–4                                      | ديانا مارسنكفيتشا                        | سيلين كاتانيو ساندرا مارتينوفيتش          | زينيا كنول سينا كايزر بيلندا بنشيتش أمرا ساديكوفيتش                        |
| 14 مارس | فالندن، سويسرا ملعب سجاد $10،000 جدول المباريات الفردية – جدول المباريات الزوجية                | زينيا كنول أمرا ساديكوفيتش 6–3، 6–3                           | دليلا ياكوبوفيتش إنجا بريسلان            | سيلين كاتانيو ساندرا مارتينوفيتش          | زينيا كنول سينا كايزر بيلندا بنشيتش أمرا ساديكوفيتش                        |
| 14 مارس | باث، المملكة المتحدة ملعب صلب 10٬000 دولار جدول المباريات الفردية – جدول المباريات الزوجية      | مارتا سيروتكينا بدون خوض                                      | جوليا جاتو مونتيكوني                     | لوسي براون كلوديا جيوفين                  | سامانثا موراي مارجيت رتل ليسلي كيركوف إليكسان ليكيميا                      |
| 14 مارس | باث، المملكة المتحدة ملعب صلب 10٬000 دولار جدول المباريات الفردية – جدول المباريات الزوجية      | جوليا جاتو مونتيكوني أناستازيا جريمالسكا 6–4، 2–6، [10–6]     | إيما لين تارا مور                        | لوسي براون كلوديا جيوفين                  | سامانثا موراي مارجيت رتل ليسلي كيركوف إليكسان ليكيميا                      |
| 14 مارس | متيبيك، المكسيك ملعب صلب 10٬000 دولار جدول المباريات الفردية – جدول المباريات الزوجية           | تيليانا بيريرا 6–4، 6–4                                       | أماندا فينك                              | كارين كاستيبلانكو كارولينا بيتانكورت      | ساتشي إيشيزو رومانا تيدجاكوسوما فيفيان سغنيني ناديه عبد الله               |
| 14 مارس | متيبيك، المكسيك ملعب صلب 10٬000 دولار جدول المباريات الفردية – جدول المباريات الزوجية           | سورينا دي بير رومانا تيدجاكوسوما 6–2، 6–4                     | ناديه عبد الله فيرجييني أيسامي           | كارين كاستيبلانكو كارولينا بيتانكورت      | ساتشي إيشيزو رومانا تيدجاكوسوما فيفيان سغنيني ناديه عبد الله               |
| 14 مارس | ميازاكي، اليابان ملعب صلب $10،000 جدول المباريات الفردية – جدول المباريات الزوجية               | كاناي هيسامي 6–3، 6–1                                         | إيمي موتاغوتشي                           | يوكا هيغوتشي كاوري أونيشي                 | يومي ميازاكي يوكي تاناكا كاثرين ويستبري يومي ناكانو                        |
| 14 مارس | ميازاكي، اليابان ملعب صلب $10،000 جدول المباريات الفردية – جدول المباريات الزوجية               | ماري إينو أيومي أوكا 5–7، 6–2، [10–8]                         | تشينامي أوغي يوكي تاناكا                 | يوكا هيغوتشي كاوري أونيشي                 | يومي ميازاكي يوكي تاناكا كاثرين ويستبري يومي ناكانو                        |
| 14 مارس | سانتياغو، تشيلي ملعب ترابي $10،000 جدول المباريات الفردية – جدول المباريات الزوجية              | باولا أورمايتشيا 6–2، 7–6(7–4)                                | كاتالينا بيلا                            | ناتاشا زوريتش فيرونيكا سبيد رويج          | كاميلا سيلفا كاترينا كرامبروفا ناتاليا روسي ماريا فرناندا ألفيس            |
| 14 مارس | سانتياغو، تشيلي ملعب ترابي $10،000 جدول المباريات الفردية – جدول المباريات الزوجية              | ماريا فرناندا ألفيس باولا أورمايتشيا 6–3، 7–6(7–2)            | باربرا راش كارولينا زيبالوس              | ناتاشا زوريتش فيرونيكا سبيد رويج          | كاميلا سيلفا كاترينا كرامبروفا ناتاليا روسي ماريا فرناندا ألفيس            |
| 14 مارس | سانيا، الصين ملعب صلب $25،000 جدول المباريات الفردية – جدول المباريات الزوجية                   | تشانغ لينغ 3–6، 7–6(7–4)، 6–2                                 | إيرينا بريمون                            | لي يي را تشالا بويوكاكاتشاي               | ليو تشانغ غالينا فوسكوبويفا إيرينا بورياتشوك نوبون ليرتشيواكارن            |
| 14 مارس | سانيا، الصين ملعب صلب $25،000 جدول المباريات الفردية – جدول المباريات الزوجية                   | إيرينا بريمون أني ميجاتشيكا 3–6، 7–5، [12–10]                 | ريكا فوجيوارا Hsu Wen-hsin               | لي يي را تشالا بويوكاكاتشاي               | ليو تشانغ غالينا فوسكوبويفا إيرينا بورياتشوك نوبون ليرتشيواكارن            |
| مارس 21 | جونيس، فرنسا ملعب ترابي $10،000 جدول المباريات الفردية – جدول المباريات الزوجية                 | آنه شيفر 7–5، 6–1                                             | أناستازيا جريمالسكا                      | جويا باربييري صوفيا شاباتافا              | بولا كانيا أمرا ساديكوفيتش زينيا كنول ناستاسيا بيرنت                       |
| مارس 21 | جونيس، فرنسا ملعب ترابي $10،000 جدول المباريات الفردية – جدول المباريات الزوجية                 | جويا باربييري أناستازيا جريمالسكا 6–3، 6–2                    | لينا-ماري هوفمان سكارليت ويرنر           | جويا باربييري صوفيا شاباتافا              | بولا كانيا أمرا ساديكوفيتش زينيا كنول ناستاسيا بيرنت                       |
| مارس 21 | أنطاليا، تركيا ملعب ترابي $10،000 جدول المباريات الفردية – جدول المباريات الزوجية               | ريكا-لوسا ياني 6–2، 6–1                                       | غاربيني موغوروزا                         | فاطمة العلمي دانيëlle هارمسن              | دونيا شونكيتش بيبيان ويجيرس مارتينا جليداتشيفا ياسمينا كايتازوفيتش         |
| مارس 21 | أنطاليا، تركيا ملعب ترابي $10،000 جدول المباريات الفردية – جدول المباريات الزوجية               | كرمن إيلونا ديمي شورس 3–6، 7–6(7–3)، [10–8]                   | مارتينا جليداتشيفا إيزابيلا شنيكوفا      | فاطمة العلمي دانيëlle هارمسن              | دونيا شونكيتش بيبيان ويجيرس مارتينا جليداتشيفا ياسمينا كايتازوفيتش         |
| مارس 21 | مدريد، إسبانيا ملعب ترابي $10،000 جدول المباريات الفردية – جدول المباريات الزوجية               | إستريلا كابيزا كانديلا 6–3، 6–2                               | لورا-إيوانا أندريي                       | سارا سوريبس تورمو أرابيلا فرنانديز رابنر  | ألريكك إيكري إينيس فيرير سواريز كارولينا كوسينسكا لوسيا سيرفيرا فازكيز     |
| مارس 21 | مدريد، إسبانيا ملعب ترابي $10،000 جدول المباريات الفردية – جدول المباريات الزوجية               | لوسيا سيرفيرا فازكيز بينيديتا دافاتـو 7–5، 7–6(7–4)           | كارولينا كوسينسكا يفغينيا كريفوروشكو     | سارا سوريبس تورمو أرابيلا فرنانديز رابنر  | ألريكك إيكري إينيس فيرير سواريز كارولينا كوسينسكا لوسيا سيرفيرا فازكيز     |
| مارس 21 | 2011 إيغون جي بي برو–سيريز باث باث، المملكة المتحدة ملعب صلب $25،000 فردي – زوجي                | ستيفاني فوجيلي 6–7(3–7)، 7–5، 6–2                             | مارتا دوماتشوسكا                         | إليتسا كوستوفا كلير فويرشتاين             | ميلاني ساوث آنا فلوريس مارتا سيروتكينا كيكي بيرتينس                        |
| مارس 21 | 2011 إيغون جي بي برو–سيريز باث باث، المملكة المتحدة ملعب صلب $25،000 فردي – زوجي                | تيميا بابوش آن كريمر 7–6(7–5)، 6–2                            | مارتا دوماتشوسكا كاتارزينا بيتر          | إليتسا كوستوفا كلير فويرشتاين             | ميلاني ساوث آنا فلوريس مارتا سيروتكينا كيكي بيرتينس                        |
| مارس 21 | موسكو، روسيا ملعب صلب $25،000 جدول المباريات الفردية – جدول المباريات الزوجية                   | ليودميلا كيتشينوك 6–2، 6–0                                    | داريا غافريلوفا                          | ماريا ژاركوڤا ألكسندرا بانوفا             | يوليا كالابينا أرينا روديونوفا ايكاترينا ياشينا أمينات كوشكوفا             |
| مارس 21 | موسكو، روسيا ملعب صلب $25،000 جدول المباريات الفردية – جدول المباريات الزوجية                   | ليودميلا كيتشينوك ناديا كيتشينوك 6–3، 6–3                     | ألكسندرا بانوفا أولغا بانوفا             | ماريا ژاركوڤا ألكسندرا بانوفا             | يوليا كالابينا أرينا روديونوفا ايكاترينا ياشينا أمينات كوشكوفا             |
| مارس 21 | نمنكان، أوزبكستان ملعب صلب $25،000 جدول المباريات الفردية – جدول المباريات الزوجية              | جاسمينا تينجيتش 7–6(7–2)، 2–6، 7–6(7–5)                       | إيكاترينا بيشكوفا                        | زوزانا لوكناروفا كاترينا كوزلوفا          | تتيانا أريفيفا فالنتينا إيفاخنينكو ألبينا خابيبولينا نيجينا أبدوريموفا     |
| مارس 21 | نمنكان، أوزبكستان ملعب صلب $25،000 جدول المباريات الفردية – جدول المباريات الزوجية              | نيجينا أبدوريموفا ألبينا خابيبولينا 4–6، 7–6(7–4)، [10–8]     | إيكاترينا بيشكوفا مارينا شامايكو         | زوزانا لوكناروفا كاترينا كوزلوفا          | تتيانا أريفيفا فالنتينا إيفاخنينكو ألبينا خابيبولينا نيجينا أبدوريموفا     |
| مارس 21 | بوزا ريكا، المكسيك ملعب صلب $10،000 جدول المباريات الفردية – جدول المباريات الزوجية             | ماريا فرناندا ألفاريز تيران 6–3، 6–4                          | رومانا تيدجاكوسوما                       | أماندا فينك ناديا عبد الله                | فيفيان سغنيني فرناندا هرمنغيلدو بيلار دومينغيز لوبيز نيكول روتمان          |
| مارس 21 | بوزا ريكا، المكسيك ملعب صلب $10،000 جدول المباريات الفردية – جدول المباريات الزوجية             | ماكال هاركينز نيكول روتمان 6–2، 6–4                           | فرناندا هرمنغيلدو تيليانا بيريرا         | أماندا فينك ناديا عبد الله                | فيفيان سغنيني فرناندا هرمنغيلدو بيلار دومينغيز لوبيز نيكول روتمان          |
| مارس 21 | رانكاغوا، تشيلي ملعب ترابي $10،000 جدول المباريات الفردية – جدول المباريات الزوجية              | ألكساندرينا نايدينوفا 3–6، 6–2، 6–2                           | كاتالينا بيلا                            | أندريا كوخ بنفنوتو فيرونيكا سبيد رويج     | ماريا فرناندا ألفيس غايا سانيسي إيزابيلا روبياني ناتاليا روسي              |
| مارس 21 | رانكاغوا، تشيلي ملعب ترابي $10،000 جدول المباريات الفردية – جدول المباريات الزوجية              | أندريا بينيتيز راكيل بيلتشر 7–6(7–5)، 6–1                     | بيلين لودوينيا دانييلا سيغيل             | أندريا كوخ بنفنوتو فيرونيكا سبيد رويج     | ماريا فرناندا ألفيس غايا سانيسي إيزابيلا روبياني ناتاليا روسي              |
| مارس 21 | كونمينغ، الصين ملعب صلب $25،000 جدول المباريات الفردية – جدول المباريات الزوجية                 | إيرينا بريمون 1–6، 6–2، 6–3                                   | زارينا دياز                              | دوان ينغينغ أيو-فاني دامياني              | إيكو ناكامورا يوليا بيجلزيمير أوكسانا كالاشنيكوفا تشانغ لينغ               |
| مارس 21 | كونمينغ، الصين ملعب صلب $25،000 جدول المباريات الفردية – جدول المباريات الزوجية                 | شاكو أوياما ريكا فوجيوارا 6–3، 6–2                            | إيرينا بورياتشوك فيرونيكا كابشاي         | دوان ينغينغ أيو-فاني دامياني              | إيكو ناكامورا يوليا بيجلزيمير أوكسانا كالاشنيكوفا تشانغ لينغ               |
| 28 مارس | إبسوتش، أستراليا ملعب ترابي 25٬000 دولار جدول المباريات الفردية – جدول المباريات الزوجية        | سالي بيرز 5–7، 7–5، 6–0                                       | لسيا تسورينكو                            | أولغا بوتشكوفا أوليفيا روجوفسكا           | غيل برودسكي ساشا جونز إيزابيلا هولاند صوفي ليتشر                           |
| 28 مارس | إبسوتش، أستراليا ملعب ترابي 25٬000 دولار جدول المباريات الفردية – جدول المباريات الزوجية        | كاسي ديلاكوا أوليفيا روجوفسكا 6–4، 6–4                        | ميكي ميامرا ماري تاناكا                  | أولغا بوتشكوفا أوليفيا روجوفسكا           | غيل برودسكي ساشا جونز إيزابيلا هولاند صوفي ليتشر                           |
| 28 مارس | بلهام، الولايات المتحدة ملعب ترابي 25٬000 دولار جدول المباريات الفردية – جدول المباريات الزوجية | مارينا إراكوفيتش 6–4، 2–6، 6–1                                | ريناتا فوراكوفا                          | إيدينا جالوفيتس هول كارولين غارسيا        | جوانا كونتا ألكسندرا ستيفنسون كريستينا مكهيل كاميلا جيورجي                 |
| 28 مارس | بلهام، الولايات المتحدة ملعب ترابي 25٬000 دولار جدول المباريات الفردية – جدول المباريات الزوجية | ليجا ديكميجيري ماري إيف بللوتيه 2–6، 6–4، [12–10]             | كيمبرلي كوتس هايدي الطباخ                | إيدينا جالوفيتس هول كارولين غارسيا        | جوانا كونتا ألكسندرا ستيفنسون كريستينا مكهيل كاميلا جيورجي                 |
| 28 مارس | أنطاليا، تركيا ملعب ترابي $10،000 جدول المباريات الفردية – جدول المباريات الزوجية               | إيكاترين جورجودزي 6–1، 6–3                                    | إيزابيلا شنيكوفا                         | كريستينا دينو ساندرا روما                 | فيفيان يوهاسوفا فالنتينا سولبيزيو بياتريس سيديرمارك فاليري فيرهام          |
| 28 مارس | أنطاليا، تركيا ملعب ترابي $10،000 جدول المباريات الفردية – جدول المباريات الزوجية               | كريستينا دينو أندريا فايدينو 6–3، 6–2                         | كريستينا هانكاروفا نيكولا هوراكوفا       | كريستينا دينو ساندرا روما                 | فيفيان يوهاسوفا فالنتينا سولبيزيو بياتريس سيديرمارك فاليري فيرهام          |
| 28 مارس | منتشون، إسبانيا ملعب صلب $50،000 جدول المباريات الفردية – جدول المباريات الزوجية                | بيترا سيتكوفسكا 5–7، 6–4، 6–2                                 | كيرستن فليبكينس                          | نينا براتشيكوفا ستيفاني دوبوا             | لارا أروابارينا إيكاترينا إيفانوفا ستيفاني فوجيلي ماريا جواو كوهلر         |
| 28 مارس | منتشون، إسبانيا ملعب صلب $50،000 جدول المباريات الفردية – جدول المباريات الزوجية                | يلينا بوفينا فاليريا سافينيخ 6–1، 2–6، [10–4]                 | مارجاليتا تشاخناشفيلي إيفانا ليسجاك      | نينا براتشيكوفا ستيفاني دوبوا             | لارا أروابارينا إيكاترينا إيفانوفا ستيفاني فوجيلي ماريا جواو كوهلر         |
| 28 مارس | نيودلهي، الهند ملعب صلب $10،000 جدول المباريات الفردية – جدول المباريات الزوجية                 | سيلين كاتانيو 6–1، 6–4                                        | نيشا ليرتبيتاكسينتشاي                    | كيرا شروف ستيفاني سيسمون                  | راتنيكا باترا بيا كونينغ إنجا بريسلان أشفاريا شريفاستافا                   |
| 28 مارس | نيودلهي، الهند ملعب صلب $10،000 جدول المباريات الفردية – جدول المباريات الزوجية                 | إنجا بريسلان كيرا شروف 6–3، 7–5                               | ستيفاني هيرش إيفون نويورث                | كيرا شروف ستيفاني سيسمون                  | راتنيكا باترا بيا كونينغ إنجا بريسلان أشفاريا شريفاستافا                   |
| 28 مارس | آستانا، كازاخستان ملعب صلب $10،000 جدول المباريات الفردية – جدول المباريات الزوجية              | يكاترينا ياشينا 6–7(6–8)، 7–6(7–4)، 6–4                       | مايا غافيروفا                            | ناتاليا أورلوفا إيكاتيرينا بوشكاريفا      | سفيتلانا بيرازينكا ألبينا خابيبولينا ألكسندرا أرتامونوفا ألكسندرا رومانوفا |
| 28 مارس | آستانا، كازاخستان ملعب صلب $10،000 جدول المباريات الفردية – جدول المباريات الزوجية              | أناستاسيا برنكو إيكاتيرينا ياشينا 6–4، 7–5                    | ناديجدا غورباتشكوفا إيكاتيرينا بوشكاريفا | ناتاليا أورلوفا إيكاتيرينا بوشكاريفا      | سفيتلانا بيرازينكا ألبينا خابيبولينا ألكسندرا أرتامونوفا ألكسندرا رومانوفا |
| 28 مارس | Wenshan، الصين ملعب صلب $50،000 جدول المباريات الفردية – جدول المباريات الزوجية                 | إيرينا بريمون 7–5، 3–6، 7–5                                   | أني ميجاتشيكا                            | ماندي مينلا زارينا دياز                   | ليانغ تشن لو جينغجينغ كوميكو إيجيما لورا روبسون                            |
| 28 مارس | Wenshan، الصين ملعب صلب $50،000 جدول المباريات الفردية – جدول المباريات الزوجية                 | شاكو أوياما ريكا فوجيوارا 6–4، 6–0                            | ليانغ تشن تيان ران                       | ماندي مينلا زارينا دياز                   | ليانغ تشن لو جينغجينغ كوميكو إيجيما لورا روبسون                            |
| 28 مارس | ريبيراو بريتو، البرازيل ملعب ترابي $10،000 جدول المباريات الفردية – جدول المباريات الزوجية      | إيرينا خروماتشيفا 6–1، 6–3                                    | فيكتوريا مالوفا                          | مونيك ألبوكيرك ألكساندرينا نايدينوفا      | كارينا سوزا إدواردا بياي ناثالي كوراتا كارلا فورت                          |
| 28 مارس | ريبيراو بريتو، البرازيل ملعب ترابي $10،000 جدول المباريات الفردية – جدول المباريات الزوجية      | غابرييلا سي إيرينا خروماتشيفا 6–2، 6–4                        | مونيك ألبوكيرك إيزابيلا ميرو             | مونيك ألبوكيرك ألكساندرينا نايدينوفا      | كارينا سوزا إدواردا بياي ناثالي كوراتا كارلا فورت                          |
| 28 مارس | بوينس آيرس، الأرجنتين ملعب ترابي $25،000 جدول المباريات الفردية – جدول المباريات الزوجية        | باتريسيا ماير أخلايتنر 0–6، 6–2، 6–2                          | فلورنسيا مولينيرو                        | فيفيان سغنيني فيرونيكا سبيد رويج          | ماريا فرناندا ألفاريز تيران ماريا إيروغيين ميلين أرويو باولا أورمايتشيا    |
| 28 مارس | بوينس آيرس، الأرجنتين ملعب ترابي $25،000 جدول المباريات الفردية – جدول المباريات الزوجية        | ماريا فرناندا ألفاريز تيران باولا أورمايتشيا 4–6، 7–5، [10–4] | ماريا إيروغيين فلورنسيا مولينيرو         | فيفيان سغنيني فيرونيكا سبيد رويج          | ماريا فرناندا ألفاريز تيران ماريا إيروغيين ميلين أرويو باولا أورمايتشيا    |

## الروابط الخارجية
- "10،600 لاعبة، 1135 حدثًا: جولة الاتحاد الدولي لكرة المضرب العالمية للسيدات لعام 2023 بالأرقام". الاتحاد الدولي لكرة المضرب. اطلع عليه بتاريخ 2024-01-02.
- "أجندة جولة الاتحاد الدولي لكرة المضرب العالمية للسيدات". الاتحاد الدولي لكرة المضرب. اطلع عليه بتاريخ 2024-01-02.
- الاتحاد الدولي لكرة المضرب